# Mastino napoletano
För andra betydelser, se Mastiff (olika betydelser).

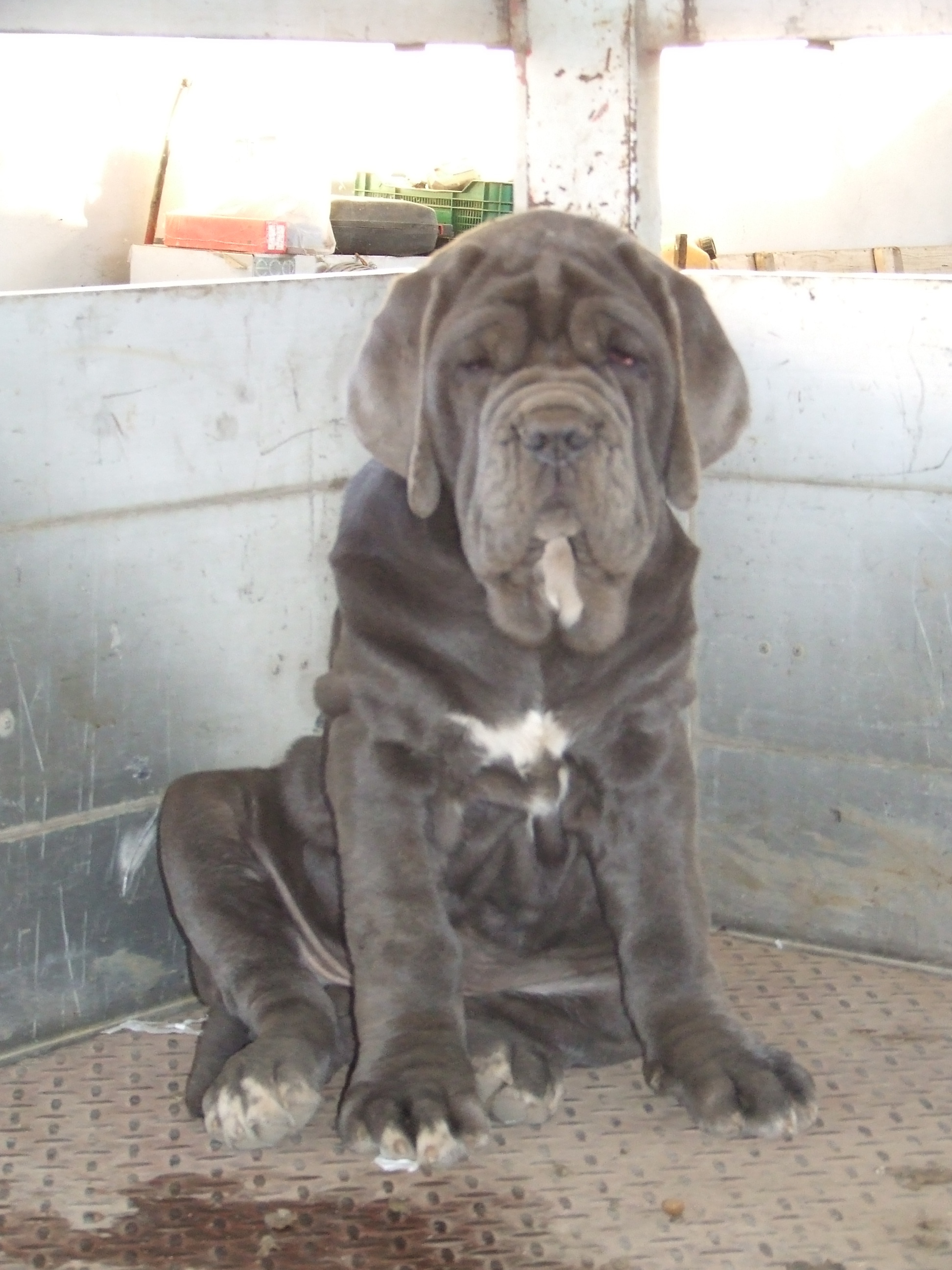
En mastino napoletano-valp

Mastino napoletano är en hundras av molossertyp från Italien.

## Historia
Man tror att mastino napoletano är ättlingar till romarnas strids- och gladiatorhundar som beskrevs av Columella (4-70) i De Re Rustica. Liknande hundar finns bl.a. på en terrakottamålning från 1600-talets Neapel. På 1890-talet beskrevs lokala molosserhundar av professor Tecce vid Neapels veterinärhögskola. Det äldsta fotot av en hund som kan vara en mastino napolitano är daterat till 1898.
Några decennier senare trodde man emellertid att den italienska molosserhunden var utdöd. Efter andra världskriget företogs en inventering i trakterna av Neapel av Pietro Scanziani. 1946 visades hundarna på hundutställning i Neapel. 1947 skrevs en rasstandard och två år senare erkändes rasen av den italienska kennelklubben Ente Nazionale della Cinofilia Italiana (ENCI). Samma år bildades rasklubben.

## Egenskaper
På grund av hundens utpräglade vaksamhet är den reserverad vid möte med nya hundar och människor och ointresserad av att bli klappad av främlingar. Det tar längre tid att lära känna och få förtroende hos en mastino napoletano än de flesta andra raser. En mastino napoletano är väldigt tillgiven och trofast mot sin familj. Det är en modig och pålitlig hund. Den har starka vaktinstinkter.
En ung mastino är känslig för skäll och bestraffningar och man bör vara väldigt noga med att visa mycket kärlek under uppfostran och inte vara för hård i sitt sätt mot hunden. Det senare kan knäcka hundens psyke, något som kan bli svårt, och i vissa fall omöjligt, att rätta till under hundens senare liv. Dock är en mastino napoletano väldigt envis så det gäller att vara bestämd, men kärleksfull på samma gång. Som alltid vid uppfostran gäller det att vara konsekvent.
En mastino bör vara i samma familj, ha samma ägare under hela sitt liv, då den är svår att omplacera som vuxen.

## Utseende
Under sitt första levnadsår växer valpen mycket och kan komma upp i hela 60 kg. En vuxen hane ska vara 73–75 cm vid manken och väga 60–70 kg. En tik ska vara 60–68 cm hög och väga 50–60 kg. En tolerans på +-2 cm i mankhöjd är accepterat.
Önskvärda färger är grå, blygrå och svart. Även leverbrun, mahogny, fawn och rådjursröd förekommer men är mera sällsynta. Nämnda färger kan även ha inslag av tigrering. Likaså tolereras avblekta nyanser av färgerna såsom hasselnötsbrun, duvgrått och isabell. Små mindre vita tecken på bröst eller på tåspetsarna är tillåtna. Dock är vita fläckar på övriga kroppen diskvalificerande. Mastinon ska ha saxbett, men tångbett är tillåtet. Kroppens helhet ska utstråla tungviktare, intelligens och den ska se majestätisk ut. Pälsen får vara max 1,5 cm lång och den ska vara tjock. I en del länder brukar man kupera öron och svans men detta är ej tillåtet i Sverige.

## Hälsa
Som valp bör den hanteras varsamt och ej utsättas för hårda aktiviteter och alltför tuff lek, då detta kan medföra problem som exempelvis höftledsdysplasi och armbågsledsdysplasi. Valpar bör absolut inte gå i trappor.

## Mastino napoletano i populärkultur
- Alan från Babe – en gris kommer till stan
- Fang från Harry Potter (i böckerna är han dock en grand danois)